# 常国寺 (東京都港区)
常國寺（じょうこくじ）は、東京都港区にある真宗高田派の寺院。

## 歴史
寛文 - 天和年間（1661年 - 1684年）、玄誓の開基である。元々は武蔵国豊島郡桜田村（現在の警視庁の周辺）に位置していたが、江戸城拡張工事に伴い、現在地に移転した。
当初は「貞教庵」という名称であったが、1726年（享保11年）に「常國寺」に改称した。
旧本尊の阿弥陀如来像は、1923年（大正12年）の関東大震災に遭い傷んだのと、経年劣化著しかったため、1999年（平成11年）に高田派本山専修寺の本尊を模した新しい阿弥陀如来像を造立し、差し替えた。

## 交通アクセス
- 六本木一丁目駅より徒歩7分。